# 萨拉格里丰
萨拉格里丰（法語：Sallagriffon，法語發音：[salaɡʁifɔ̃]）是法国滨海阿尔卑斯省的一个市镇，位于该省西北部，属于格拉斯区。

## 地理
萨拉格里丰（43°53'0"N, 6°54'26"E）面积9.59 平方千米，位于法国普罗旺斯-阿尔卑斯-蓝色海岸大区滨海阿尔卑斯省，该省份为法国东南部沿海省份，南濒地中海，西南至瓦尔省，西北接上普罗旺斯阿尔卑斯省，北部和东部与意大利接壤。
与萨拉格里丰接壤的市镇（或旧市镇、城区）包括：拉罗谢特、圣皮埃尔、艾格兰、科隆格、屈埃布里、莱米茹勒、锡加勒。

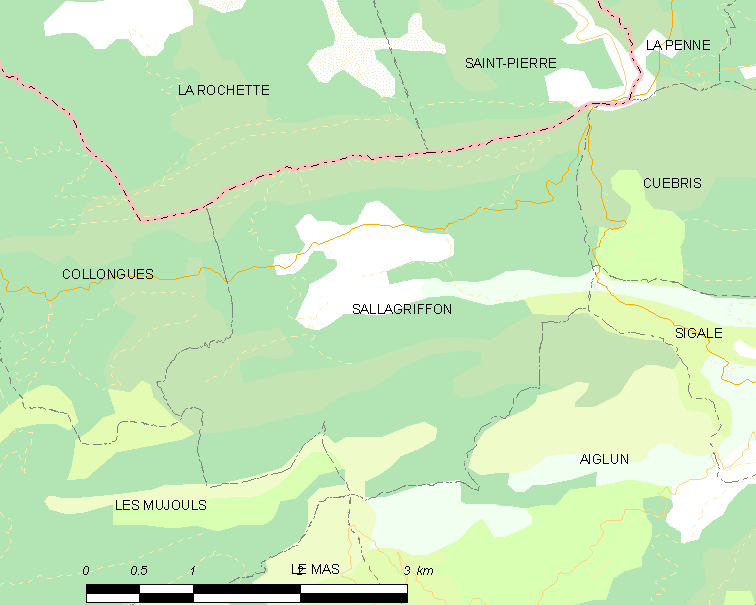
萨拉格里丰的OSM定位图

萨拉格里丰的时区为UTC+01:00、UTC+02:00（夏令时）。

## 行政
萨拉格里丰的邮政编码为06910，INSEE市镇编码为06131。

## 政治
萨拉格里丰所属的省级选区为旺斯县。

## 人口

1962-2008年间萨拉格里丰人口变化图示

萨拉格里丰于2022年1月1日时的人口数量为47人。